# ناتاشا فال
ناتاشا فال (انگلیسی: Natasha Falle; ۱۹۷۳ (۵۱–۵۲ سال) –) استاد کانادایی در کالج هامبر در تورنتو، انتاریو، کانادا است که از سن ۱۵ تا ۲۷ سالگی درگیر فاحشگی اجباری بود و اکنون مخالف فحشا در کانادا است. فال در یک خانوادهٔ طبقه متوسط بزرگ شد، اما پس از طلاق والدینش، خانهٔ تک‌والدی او ناامن شد و از خانه فرار کرد. در سن ۱۵ سالگی، فال وارد صنعت سکس در کلگری، آلبرتا شد.
قواد فال او را حبس غیرقانونی نگه داشته و وی را در سراسر کشور قاچاق کرد. او با فال ازدواج کرد و او را شکنجه داد، به‌طوری که چندین استخوانش شکست و بدنش را سوزاند. برای کنار آمدن با تن‌فروشی و خشونت، فال به اعتیاد به کوکائین دچار شد و تقریباً جان خود را از دست داد. در نهایت، او از فحشا خارج شد و با حمایت مادرش، وارد ترک اعتیاد شد، دبیرستان را به پایان رساند و در رشتهٔ «حمایت از قربانیان خشونت خانگی و کودکان» از کالج جورج براون فارغ‌التحصیل شد.
در سال ۲۰۰۱، فال مشاوره به زنان درگیر در فحشا را در سازمان Streetlight Support Services آغاز کرد و در طول یک دهه به بیش از ۸۰۰ زن مشاوره داد که ۹۷٪ آن‌ها در فرم‌های اولیهٔ خود نوشته بودند که می‌خواهند از صنعت سکس خارج شوند. برای انتشار این آمار، فال سازمان Sex Trade 101 را تأسیس کرد. او شروع به ارائهٔ آموزش برای پلیس کرد و با واحد قربانیان ویژه در سرویس پلیس تورنتو همکاری نمود. فال یکی از حامیان اصلی نماینده مجلس جوی اسمیت در ارائهٔ لایحه خصوصی مجلس، لایحه C-268، بود که در ژوئن ۲۰۱۰ تصویب شد و به عنوان اصلاح قانون کیفری (حداقل مجازات برای جرائم مربوط به قاچاق افراد زیر ۱۸ سال) شناخته می‌شود. او همچنین در تدوین دفاع دولت کانادا برای تجدیدنظر در حکم دادگاه عالی عدالت انتاریو در پرونده بدفورد علیه کانادا که برخی از قوانین فحشا را لغو کرده بود، مشارکت داشت. فال خواهان تصویب قانونی مشابه قانون خرید سکس سوئد در کانادا است که فروش سکس را جرم‌زدایی کرده و خرید آن را جرم تلقی می‌کند.

## اوایل زندگی
ناتاشا فال در یک خانوادهٔ طبقه متوسط در نوا اسکوشیا، حومهٔ تورنتو، انتاریو، و حومهٔ کلگری، آلبرتا، بزرگ شد. مادرش مدیر فروشگاه‌های صنعت عروسی بود و پدرش یک افسر پلیس بود که اخلاق‌گرا بود و قاچاقچیان مواد مخدر و قوادها را دستگیر می‌کرد. در دوران کودکی، فال شاهد اعتیاد اعضای خانواده‌اش بود. پس از طلاق والدینش، او در یک خانوادهٔ تک‌والدی با مادرش زندگی کرد.
فال هیچ الگوی رفتاری نداشت. او شروع به نوشتن شعرهایی دربارهٔ خودکشی و پوشیدن لباس‌های سیاه کرد. او برون‌ریزی خود را با سرقت خودرو و استفادهٔ تفریحی از مواد مخدر نشان داد. ابتدا داروهای تفریحی مصرف می‌کرد و سپس به قارچ سیلوسایبین و ال‌اس‌دی روی آورد. همسالان مجرم او، که خود نیز از خانواده‌های ناهنجار بودند، به او حس تعلق می‌دادند که دیگر در خانه پیدا نمی‌کرد. روابط مادرش با مردانی که او را مورد سوءاستفاده قرار می‌دادند، خانه را ناامن کرد، و در نهایت، فال از خانه فرار کرد.

### آزار و اذیت
نمی‌توانستم بپذیرم که حضورم در آنجا از روی انتخاب خودم نبود. اگر این را می‌پذیرفتیم، دیگر نمی‌توانستیم درون پوست خود زندگی کنیم. ما نیاز داشتیم که باور کنیم این انتخاب خودمان بود.

ناتاشا فال، در مورد دوران حضورش در صنعت سکس
قاچاقچی فال (پیمپ او) او را برای سال‌هایی که در فحشا فعالیت داشت زندانی نگه داشت و او را در سراسر کانادا به شهرهایی مانند ادمونتون، ونکوور و کلونا قاچاق کرد. فال بعدها دربارهٔ خود و زنان دیگری که در فحشا می‌شناخت گفت: «نمی‌توانستم بپذیرم که حضورم در آنجا از روی انتخاب خودم نبود. اگر این را می‌پذیرفتیم، دیگر نمی‌توانستیم درون پوست خود زندگی کنیم. ما نیاز داشتیم که باور کنیم این انتخاب خودمان بود.»
قاچاقچی فال به او گفته بود که اگر از طریق فحشا پول کافی برایش جمع کند، با او ازدواج خواهد کرد. وقتی او مبلغ موردنظر را به دست آورد، ۱۷ ساله بود. همان سال، آن دو با هم ازدواج کردند.
قاچاقچی فال به‌طور مداوم او را کتک می‌زد و او به سندرم فرد کتک‌خورده دچار شد. شدیدترین ضرب و شتمی که تجربه کرد در یک روسپی‌خانه رخ داد، جایی که او و چهار نوجوان دیگر به فحشا مشغول بودند. در سال‌هایی که با قاچاقچی خود ازدواج کرده بود، امیدوار بود که او تغییر کند. فال بعدها گفت که «می‌خواستم او را دوست داشته باشم، باور کنم که دیگر این کار را نخواهد کرد.» او تلاش می‌کرد از طریق فحشا پول کافی برایش به دست آورد تا قاچاقچی‌اش به دنبال دختری دیگر نرود.
او تهدید شده بود که به پلیس مراجعه نکند، چراکه قاچاقچی‌اش خانواده‌اش را تهدید می‌کرد. ترس از اینکه برچسب خبرچین بخورد، مانع از مراجعه او به پلیس شد. هیچ‌کدام از زنانی که او در صنعت سکس می‌شناخت، در یک رابطه سالم نبودند.
در اوج دوران کاری‌اش، فال یک فورد موستانگ داشت، برای قاچاقچی‌اش یک مرسدس بنز خرید و در یک پنت‌هاوس چهارخوابه زندگی می‌کرد، اما همچنان خشونت را تجربه می‌کرد. او از دارایی‌های مادی خود برای برتری‌جویی نسبت به زنان دیگری که به کوکائین وابسته بودند استفاده می‌کرد و آن‌ها را «کراکی» و «فاحشه‌های کراکی» خطاب می‌کرد.
برخی از مردانی که با فال رابطه جنسی داشتند، افسران پلیس بودند، و او دخترانی را می‌شناخت که با ترک اعتیاد خود مواد مخدر مصرف می‌کردند. فال به شستشوی مغزی دچار شده بود که باور کند تنها ارزش او در فحشا نهفته است، و این همان دلیلی بود که باعث شد خروج او از این صنعت این‌قدر طول بکشد.
در دوران فحشا، او بارها توسط زنان دیگر در این صنعت تهدید شد، مشتریانش او را به‌لحاظ کلامی آزار دادند، او قربانی آزار تعقیب شد و چندین بار، از جمله توسط قاچاقچی‌اش، با اسلحه تهدید شد. او همچنین چندین بار با مواد مخدر بیهوش شد، و یک بار پس از اینکه توسط رانندهٔ اسکورت مواد مخدر دریافت کرد، مورد تعرض جنسی قرار گرفت. در برهه‌ای از زندگی‌اش، او ربوده شد.
او گاهی برای دفاع از خود مجبور بود چاقو بکشد. به دلیل خشونت‌هایی که در دوران فحشا تجربه کرد، او آسیب‌های جسمی متعددی متحمل شد. قاچاقچی‌اش چندین استخوان او را شکست و بدنش را سوزاند.

### عواقب و پیامدها
برای مقابله با آسیب‌های روانی ناشی از فحشا و خشونت، فال به کوکائین وابسته شد. ظرف دو سال، او شبی ۵۰۰ دلار صرف خرید کوکائین می‌کرد. مصرف مواد مخدر منجر به توهم در او شد و باعث شد که به اسکیزوفرنی مبتلا شود، و در نتیجه به اطرافیانش بی‌اعتماد گردد، و دائماً وحشت داشته باشد که افراد قصد دارند مواد مخدر او را از او بگیرند.